# 페드로 블랑코 소토

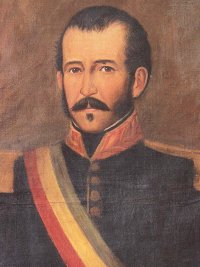
페드로 블랑코 소토

페드로 블랑코 소토(Pedro Blanco Soto, 1795년 ~ 1829년)는 볼리비아의 5대 대통령으로 단 1주일만 재직하다가 1829년 1월 1일 수크레에서 연말 행사 도중 총에 맞아 암살당했다.